# Будинок на вулиці Галицькій, 21 (Львів)
Будинок за адресою вулиця Галицька, 21 у Львові — житлово-офісний п'ятиповерховий будинок з банківським приміщенням на першому поверсі. Постановою Львівського облвиконкому № 130 від 26.02.1980 р. будинок внесений до Реєстру місцевих пам'яток під охоронним номером 66-М. Розташований у квартальній забудові, обмеженої вулицями Галицькою, Валовою, Сербською і Братів Рогатинців. Інша адреса — вулиця Валова 7.

## Історія
У 1907 році Теодор Балабан став власником двох будинків, один з них походив ймовірно з 1798 року і стояв на місці ще давнішого, збудованого замість розібраної перед цим Галицької брами. Отримавши дозвіл на знесення старих будинків та побудову нового, цього ж року архітектори Юзеф Сосновський і Альфред Захаревич розробили проєкт нового будинку, який був затверджений 9 липня 1908 року. Завершили будівництво будинку 1910 року і вже 24 жовтня цього ж року, Теодор Балабан отримав дозвіл на заселення. У 1931 році магазинні приміщення першого поверху були змінені за проєктом архітектора Вавжинця Дайчака на приміщення Міської комунальної ощадної каси. Тепер у будинку розміщений операційний відділ львівського відділення «Ощадбанку» № 6319 і відділення «Ukrsibbank BNP Paribas Groupу» № 925. На інших поверхах знаходиться Управління соціального захисту Львівської міської ради та Державне спеціалізоване видавництво «Світ».

## Архітектура
П'ятиповерховий цегляний будинок, зведений у стилі модерн. Основним елементом фасаду є заокруглений еркер на розі будинку, який завершений двоярусним куполом. Між вікнами другого поверху поміщені рельєфні алегоричні постаті «Праці» та «Торгівлі» у повний зріст які служать опорою для баз пілястр. На фасаді будинку переважають горизонтальні елементи. Між четвертим та п'ятим поверхом антаблемент із розвиненим карнизом. Завершується будинок фронтоном хвилястої форми.

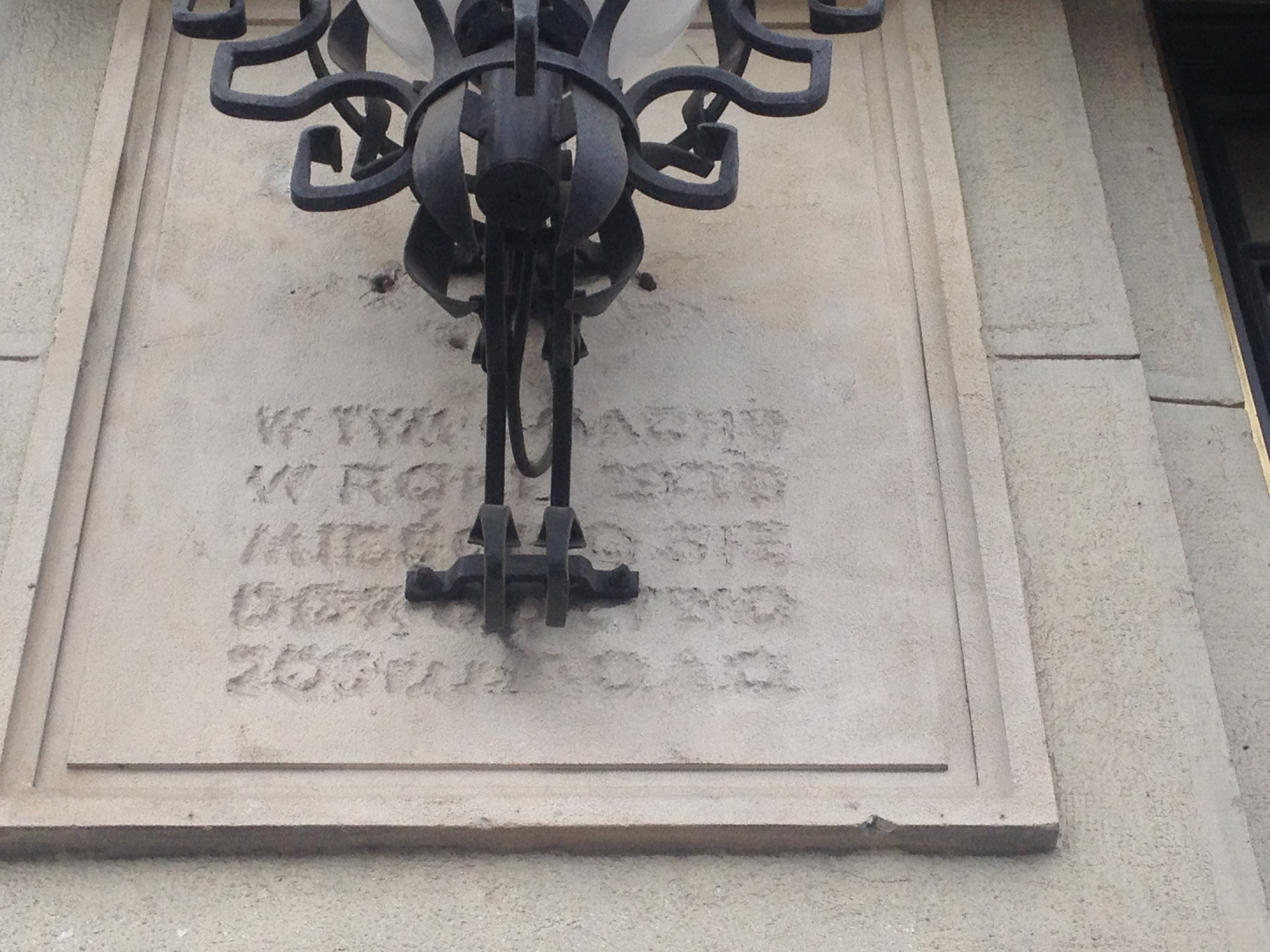
Інскрипція на фасаді будинку

Також на фасаді будинку за настінним ліхтарем, можна розгледіти майже повністю затерту меморіальну таблицю з написом польською мовою, який українською читається як: 
У цій будівлі 1920 року розміщувався штаб Асоціації Захисників Львова…Малопольскі Відділи Добровольчої АрміїОригінальний текст (пол.)
[«W tym gmachu w roku 1920 mieściło się dowództwo ZOL…MOAO»] Помилка: [undefined] Помилка: {{Lang}}: немає тексту (допомога): текст вже має курсивний шрифт (допомога)
.